# Макхенри (Северна Дакота)
Макхенри (енгл. McHenry) град је у америчкој савезној држави Северна Дакота.

## Демографија
По попису из 2010. године број становника је 56, што је 15 (-21,1%) становника мање него 2000. године.
| Група             | 2000.      | 2010.      |
| Белци             | 70 (98,6%) | 55 (98,2%) |
| Афроамериканци    | 0 (0,0%)   | 0 (0,0%)   |
| Азијати           | 0 (0,0%)   | 0 (0,0%)   |
| Хиспаноамериканци | 1 (1,4%)   | 1 (1,8%)   |
| Укупно            | 71         | 56         |